# Uckfield
Uckfield est une ville du Sussex de l'Est, en Angleterre. Elle est située dans le district de Wealden, sur la rivière Uck, un affluent de l'Ouse. Au recensement de 2011, elle comptait 14 493 habitants.
La ville est mentionnée pour la première fois en 1220 sous le nom Uckefield, qui dérive du vieil anglais Ucca + feld, désignant le domaine agricole d'un dénommé Ucca.
C'est à Uckfield qu'est né le Révérend John Batchelor missionnaire auprès du peuple Aïnou.
En 1974, c'est à Uckfield que Lord Lucan est vu pour la dernière fois avant de disparaître.

## Jumelage
- Quickborn (Allemagne) depuis le 18 février 1975[3]